# Oecomys auyantepui
Oecomys auyantepui là một loài động vật có vú trong họ Cricetidae, bộ Gặm nhấm. Loài này được Tate mô tả năm 1939.